# Emma Baeri
Emma Baeri, née à Palerme le 11 juillet 1942, est une universitaire historienne et féministe italienne.

## Biographie
Fille d'Ernesto Baeri, ingénieur électricien, et de Maria Parisi, elle passe son enfance à Agrigente. Elle a déménage à Catane avec sa famille en 1951. En 1968, elle est diplômée en sciences politiques à l'Université de Catane avec une thèse en histoire des doctrines politiques sur les réformes de l'éducation en Sicile dans la seconde moitié du XVIIIe siècle. Elle est enseignante d'histoire moderne dans la même faculté de 1972 à 2007.
En 1968, elle épouse Gabriele Centineo, dont elle se sépare en 1984. Ils ont deux filles Maria Carla et Paola.
En décembre 1975, elle s'implique dans le mouvement féministe, au sein du collectif Differenza Donna puis dans la Coordinamento per l'Autodeterminazione della donna di Catania pour la défense de la loi 194 sur la dépénalisation l'avortement, contre les violences sexuelles, contre le déploiement des missiles américains à Comiso. Puis elle participe aux activités du Gruppo del Venerdì durant plus de vingt ans. Enfin, depuis 2011, elle participe au Groupe Le Voltapagina.
En 1986, Emma Baeri engage une réflexion entre sa condition de femme et le corpus disciplinaire historiographique. C'est un travail nécessaire dans la transformation d'un historien orthodoxe - engagé dans des recherches sur les événements d'un chanoine des Lumières réformateur des études en Sicile du XVIIIe siècle, Giovanni Agostino De Cosmi - en un historien imprévu, en raison de l'incapacité des outils de travail hérités à répondre à cette question : pourquoi les femmes, bien que présentes dans l'histoire, sont-elles absentes de l'historiographie ? 
Elle participe, en 1989, à la création de la Società italiana delle storiche (it) (Société italienne des historiens). Dans cette société savante, elle s'implique dans la Commission didactique conduisant à la publication du livre Generazioni Trasmissione della storia e tradizione delle donne édité par Rosemberg & Sellier. En 1993, 1995 et 2004, elle enseigne à l'École d'été d'histoire des femmes d'abord à la Certosa di Pontignano (Sienne), puis à Fiesole. Elle a été conseillère de l'Unione femminile nazionale.
Ses écrits paraissent dans de nombreuses revues féministes :Noi donne, DWF donnawomanfemme, Lapis, Nosside, Il Paese delle donne et témoignent de son intérêt pour l'histoire du féminisme italien avec des références aux archives du mouvement et aux liens entre féminisme et citoyenneté.

## Livres
- I Lumi e il Cerchio : una esercitazione di storia, Editori Riuniti, 1992 et  Rubettino Editore, 2008.  (ISBN 9788849823783).
- sous la direction de Emma Baeri et Annarita Buttafuoco, Riguardarsi. Manifesti del movimento politico delle donne in Italia. Anni '70-'90, Siena, Protagon, 1997.  (ISBN 88-8024-028-5).
- avec Aida Ribero, Una questione di libertà : il femminismo degli anni settanta, Torino : Rosenberg & Sellier, 1999
- sous le direction de Emma Baeri et Sara Fichera, Inventari della memoria. L'esperienza del Coordinamento per l'Autodeterminazione della Donna a Catania (1980-1985), Milano, F. Angeli, 2001.  (ISBN 9788846430588).
- Isola mobile :nipoti gatti, scritti , Giuseppe Maimone Editore, 2012.
- Dividua : femminismo e cittadinanza, Padova, Il poligrafo, 2013.